# 斯洛比德卡-斯基普昌西卡
49°1′38″N 26°32′18″E / 49.02722°N 26.53833°E
斯洛比德卡-斯基普昌西卡（烏克蘭語：Слобідка-Скипчанська），是烏克蘭西部的村莊，隸屬赫梅利尼茨基州的卡緬涅茨-波多利斯基區。該村面積1.45平方公里，海拔高度271米，2001年人口266，人口密度每平方公里183.5人。